# 与太郎戦記
『与太郎戦記』（よたろうせんき）は、1969年7月12日に公開された戦争コメディ映画。主演フランキー堺で春風亭柳昇の戦争における体験を基にした同名本を、弓削太郎監督が映画化したものである。

## キャスト
- フランキー堺 : 秋本与太郎
- 春風亭柳橋 : 師匠
- 春風亭柳好 : 柳好
- 春風亭小柳枝 : 小柳枝
- 春風亭柏枝 : 柏枝
- 柳家金語楼 : 吉田師団長
- 三遊亭小円馬 : 連隊副官
- 春風亭梅橋 : 週番司令
- 早川雄三 : 右川中隊長
- 森田健二 : 小隊長
- 三遊亭金馬 : 川辺少尉
- 田武謙三 : 山本准尉
- 仲村隆 : 諸井軍曹
- 橋本力 : 榊原軍曹
- 夏木章 : 衛兵司令
- 小山内淳 : 近藤兵長
- 三夏伸 : 浅沼上等兵
- 三遊亭小円遊 : 衛生兵
- 佐伯勇 : 週番士官
- 森矢雄二 : 週番上等兵
- 螢雪太朗 : 宮崎二等兵
- 津田駿 : 浜田二等兵
- 谷謙一 : 広瀬二等兵
- 山根圭一郎 : 松岡二等兵
- 春風亭柳昇 : 軍医
- 春風亭橋之助 : 牧野一等兵
- 春風亭栄橋 : 高橋上等兵
- 原田玄 : 徴兵検査官
- 月の家円鏡 : 徴兵軍医
- 三笑亭楽之助 : 壮丁Ａ
- 桂南笑 : 壮丁Ｂ
- 遠藤哲平 : 兵事係
- 柳亭痴楽 : 飯店の亭主
- 三遊亭円右 : 瀬川退役少将
- 三遊亭歌奴 : 牛太郎
- 甲斐弘子 : 紅子
- 藤道子 : 照代
- 山下三千代 : 朱実
- 米山ゆかり : ナナ子
- 一条淳子 	ハルミ
- 三笠すみれ : ヒトミ
- 梅津栄 : 田熊六年兵
- 竹内哲郎 : 民宿の主人
- 有島圭子 : 民宿の奥さん
- 松村若代 : 民宿のおばあちゃん
- 露口茂 : 伊藤一等兵
- 南美川洋子 : 娘千恵子
- 菅井きん : 神崎婦長
- 水木正子[4] : 大和田さくら[5]

## スタッフ
- 監督：弓削太郎
- 脚本：舟橋和郎
- 原作 : 春風亭柳昇
- 企画 : 関幸輔
- 撮影：渡辺公夫
- 音楽：池野成
- 美術： 山口煕
- 編集：糸井敬男

## 併映作品
- 『あゝ海軍』: 村山三男監督